# موریوکو-این
موریوکو-این (به ژاپنی: 無量光院跡 Muryōkō-in) یک معبد ویران است که در هیراایزومی، ایواته، جنوب استان ایواته، ژاپن واقع شده است. 